# 真恵
真恵（しんえ/しんね）は、南北朝時代の明法家（法学者）。俗姓は中原氏。兄の是円と共に『建武式目』の制定に関わった。

## 略歴
父の中原章継は、中原氏のうち明法道を家学とする系統で、章直流に属す。長兄の中原章任は、法学書『金玉掌中抄』を著した法学者。
後醍醐天皇が建武の新政（1333–1336年）を開始すると、建武 (日本)元年（1334年）8月に雑訴決断所が8番制に再編された際、その5番に務めた。次兄の是円も2番に属している。建武3年11月7日（1336年12月10日）、兄の是円と共に室町幕府の基本法『建武式目』を足利尊氏に勘申した。
貞和3年5月16日（1347年6月25日）に数え69歳で没。一方、貞和2年（1346年）に数え65歳で没という説もある。
なお、かつては二階堂氏出身とする説があったが、後に誤りであると判明している。